# Epicypta flavipes
Epicypta flavipes är en tvåvingeart som beskrevs av Günther Enderlein 1910. Epicypta flavipes ingår i släktet Epicypta och familjen svampmyggor. Inga underarter finns listade i Catalogue of Life.